# Primo a morire
Primo a morire (1st to Die) è un romanzo poliziesco dello scrittore statunitense James Patterson e fa parte di una serie di racconti cui protagonista è Lindsay Boxer, detective della polizia di San Francisco. Questo romanzo è il primo del ciclo che verrà ribattezzato “le donne del Club Omicidi”, proprio dal nome del club fondato dal detective Boxer e dalle sue colleghe. 

## Trama
San Francisco è nella morsa di un terribile serial killer, che si accanisce con ferocia su giovani coppie in luna di miele. Il detective Lindsay Boxer indaga in modo febbrile, anche se deve far fronte ai pregiudizi di un ambiente maschile e su dei capi reticenti a lasciare proprio ad una donna il compito di gestire un'indagine così importante. Ma Lindsay non è sola: ha con sé una cara amica, l'esperto medico legale Claire Washborn, amichevolmente ribattezzata "Butterfly", non per ironia verso le sue rotondità, ma per una piccola farfalla tatuata sulla spalla. Al duo, si unisce la giornalista Cindy Thomas, giovane e intraprendente, e il procuratore distrettuale Jill Bernhardt, apparentemente fredda ed altezzosa, ma in realtà dedita al suo lavoro e alla giustizia. Quattro donne che, creando il “club omicidi”, collaborano in modo informale e senza pressioni, arrivando dove i canali ufficiali, bloccati dalla burocrazia, non giungono. I risultati non tardano, anche perché lo spietato assassino che tortura in modo morboso le sue vittime non accenna a smettere di uccidere. In un misto di colpi di scena, corse contro il tempo, e un finale inaspettato il “club” si trova a far fronte ad un killer veramente fuori dal comune, “il killer della luna di miele”, che avrà l'onore di inaugurare una nuova, anomala, ma formidabile squadra.

## Edizioni
- James Patterson, Primo a morire, collana La gaja scienza, traduzione di Annamaria Biavasco e Valentina Guani, Milano, Longanesi, 2003, ISBN 88-304-1960-5.